# Roger Armengaud
Pour les articles homonymes, voir Armengaud.
Roger Armengaud (né le 12 août 1925 à Cintegabelle et mort le 23 mars 2008 à Toulouse) est un ancien journaliste à La Croix du Midi, historien et archéologue de Cintegabelle.
L'ouvrage majeur de cet auteur est l'histoire de l'abbaye de Boulbonne. Il reçut pour l'ensemble de ses ouvrages la médaille d'argent de la Société archéologique du Midi de la France.

## Liste de ses ouvrages et articles

### Archéologie concernantCintegabelle
Cf. Michel Labrousse dans Gallica T. XXIV, 1966 ; T. XXVI, 1968 ; T. XXVIII, 1970 ; T. XXX, 1972 ; T. XXXII, 1974 ; T. XXXIV, 1976 ; T. XXXVI, 1978.

### Ouvrages
- Roger Armengaud, A la découverte des pays toulousains : Frontonais, Volvestre, Comminges, Nébouzan, vallée de l'Ariège, Lauragais : dix-huit itinéraires à partir de Toulouse et de Saint-Gaudens, Toulouse, Privat, 1979, 213 p. (ISBN 2-7089-7005-4).
- Roger Armengaud, Pays toulousain d'autrefois, Roanne, Editions Horvath, 1982, 160 p. (ISBN 2-7171-0226-4).
- En collaboration avec Roger Icart, Cintegabelle, châtellenie royale en pays toulousain, 1983, (1re partie, 141 pages)
- Roger Armengaud, Boulbonne : Le Saint-Denis des comtes de Foix, Mazères, Association pour le développement du tourisme de Mazères, 1993, 328 p., ill., couv. ill. ; 24 cm (BNF 35725340)[3]
- Armengaud Roger, Vieu, Henri (sous la direction), Un quartier de Toulouse. D’Empalot à Port-Garaud au cours des siècles, au fil de l’eau, Toulouse, Association Les Amis des Archives de la Haute-Garonne, 1998, 179 p.

Présentation et légendes d’une série d’albums de cartes postales réalisée en collaboration avec Claude Bailhé :
- Portraits et petits métiers du pays d’Oc en 1900, Ed. Transit-Résonances, 1980.
- Les Pyrénées au temps des montreurs d’ours, Ed. Milan, 1981.
- Les Pyrénées au temps des diligences et des postillons, Ed. Milan, 1982.
- Le Pays des trois rivières (Garonne, Tarn, Aveyron) au temps des tailleurs de pavés, Ed. Milan, 1983.
- Toulouse au temps des pécheurs de sable, Ed. Milan, 1984.
- Les Pyrénées au temps des facteurs à cheval, Ed. Milan, 1984.
- Le Languedoc-Roussillon au temps des vignerons en colère, 1985.
- La Bretagne au temps des chanteuses de complaintes, Ed. Milan, 1986
- Provence et Côte d’Azur au temps des tambourinaïres, Ed. Milan, 1987.

### Articles
- "Une châtellenie royale en Lauragais : Cintegabelle", Archistra, 1975, no 16
- "Ampouillac : une grange de l’Abbaye de Boulbonne", Archistra, 1980, no 48, 1981, no 49.
- "Belpech dans les flammes de la Révolution", Mémoires de la Société d’Histoire du Garnaguès, Belpech et son Canton, tome 1, 1994, p. 73-95.
- "Une lignée de juristes toulousains : les Bressolles", Revue de Comminges, Pyrénées centrales, tome CVII, année 1992, 4 trimestre, p. 587-597.
- "Un terroir du pays toulousain de la colonisation romaine à la guerre des albigeois : Tramesaygues", Bulletin de la Société Ariégeoise Sciences Lettres et Arts, 1981, p. 5-74.
- "Boulbonne, une abbaye aux frontières des comtés de Foix et du Languedoc (1130-1790)", Revue de Comminges, Pyrénées Centrales, tome XCVII, 1984, p. 193-212.
- "Une famille de parlementaires de l’Ancien Régime : Les Resseguier", L’Auta, janvier 1984, p. 8-17
- "Les Toulousains aux champs ", L’Auta, 0ct 1992, p.
- "Un tableau de Jean II Michel peintre des Capitouls", L’Auta, mai 1994, p. 151-152.
- "Compositeurs et organistes toulousains des XIX et XX siècles", L’Auta, mars 2007, p. 72-78.
- "Blaise d’Auriol « Comte es lois » et recteur de Labège ", L’Auta, décembre 2005, p. 332-334.
- "Labège. Glanes d’histoires", Petite bibliothèque, supplément à la Lettre des Amis des Archives de la Haute-Garonne, no 191, 2002, 15 p.
- « Deux Toulousains en Bretagne au début du XIXe siècle », L'Auta, 1985, p. 285.

## Prix reçus
- 1988 Médaille d'argent de la Société Archéologique du Midi de la France pour l'ensemble de ses travaux
- 1994 Prix Pascal Vignal de l'Académie des Jeux Floraux
- 2007 Prix Empalot (Toulouse) 1re fête de la Réussite d'Empalot
- Prix de la Ville de Toulouse
- Prix des Archives départementales de la Haute-Garonne
- Divers prix des Livres de Cartes Postales

## Archéologie à Cintegabelle
Lors des Journées Européennes du patrimoine, le 16 septembre 2012, une salle d'exposition archéologique a été inaugurée. 
Elle expose les différentes découvertes archéologiques effectuées par Roger Armengaud entre les années 1960 et 1980.

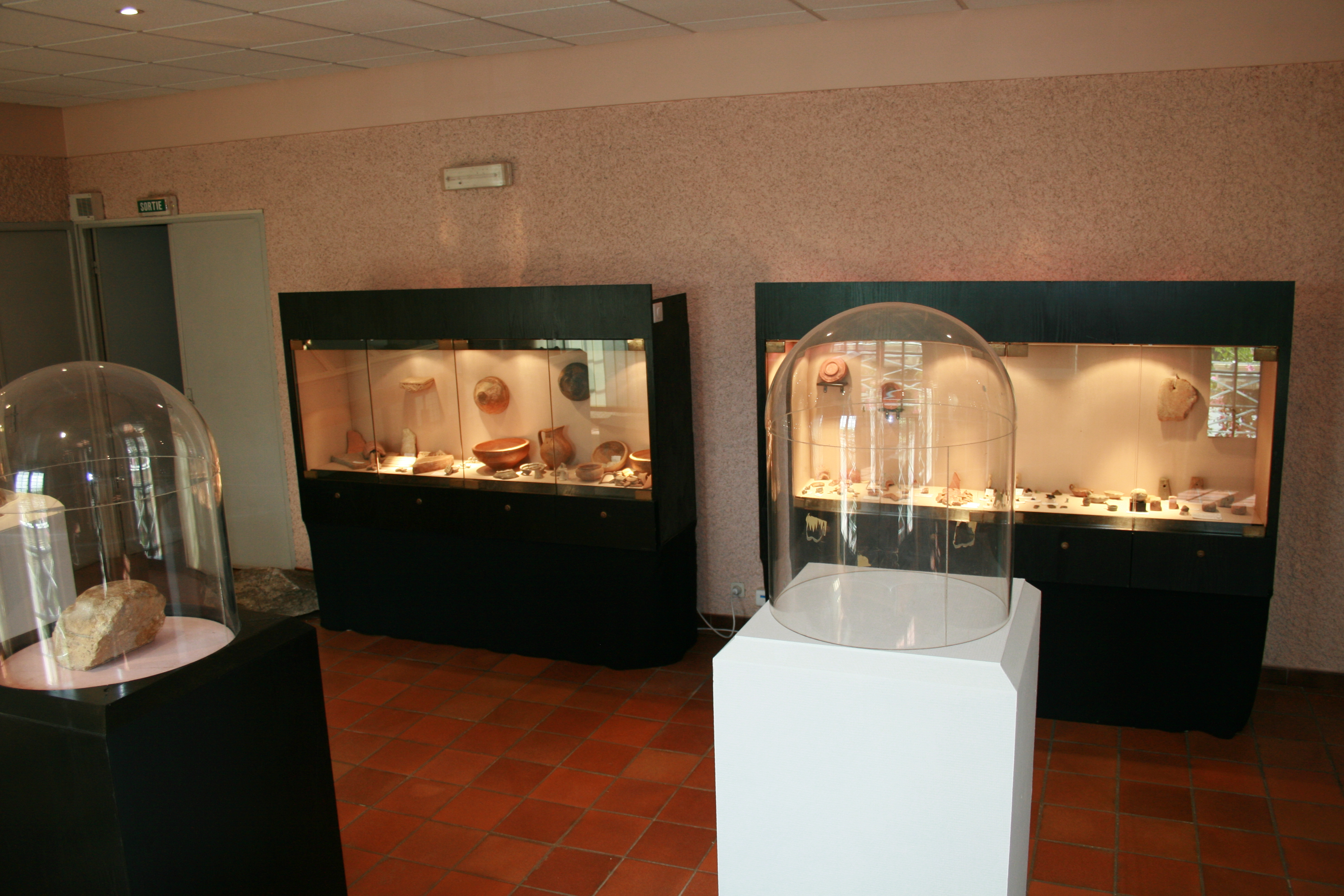
Vitrines du musée
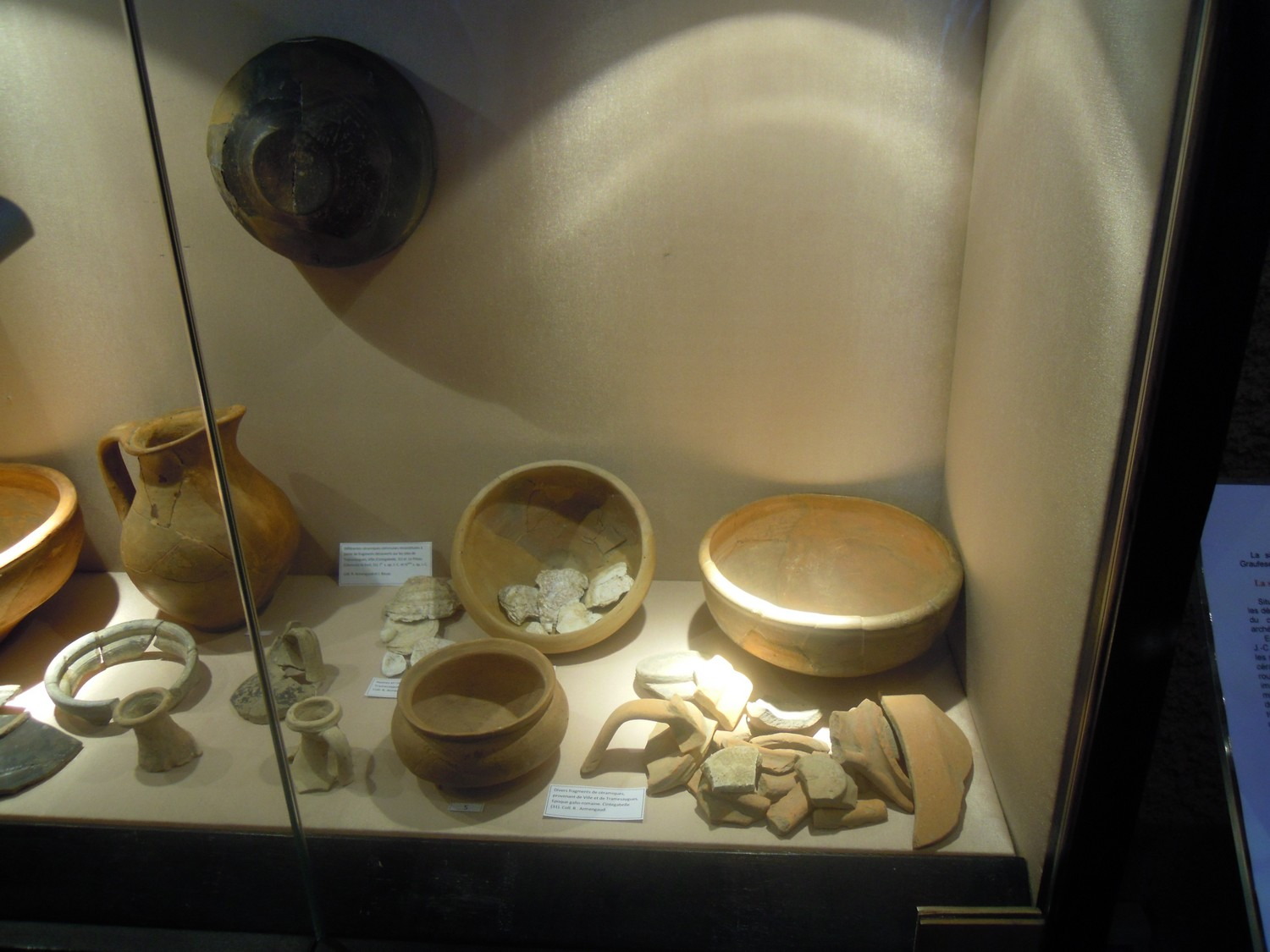
Céramiques communes
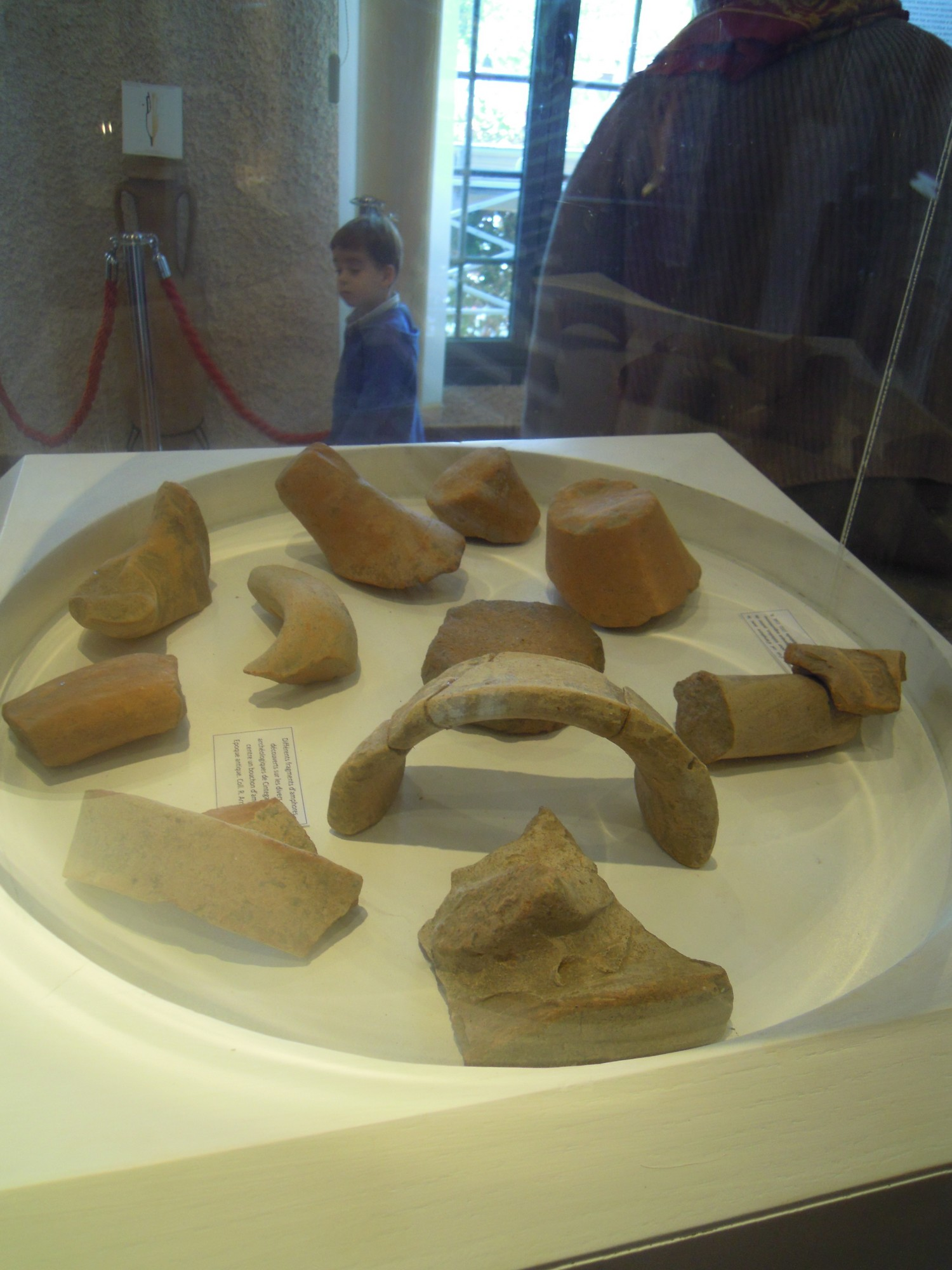
Fragments d'amphores
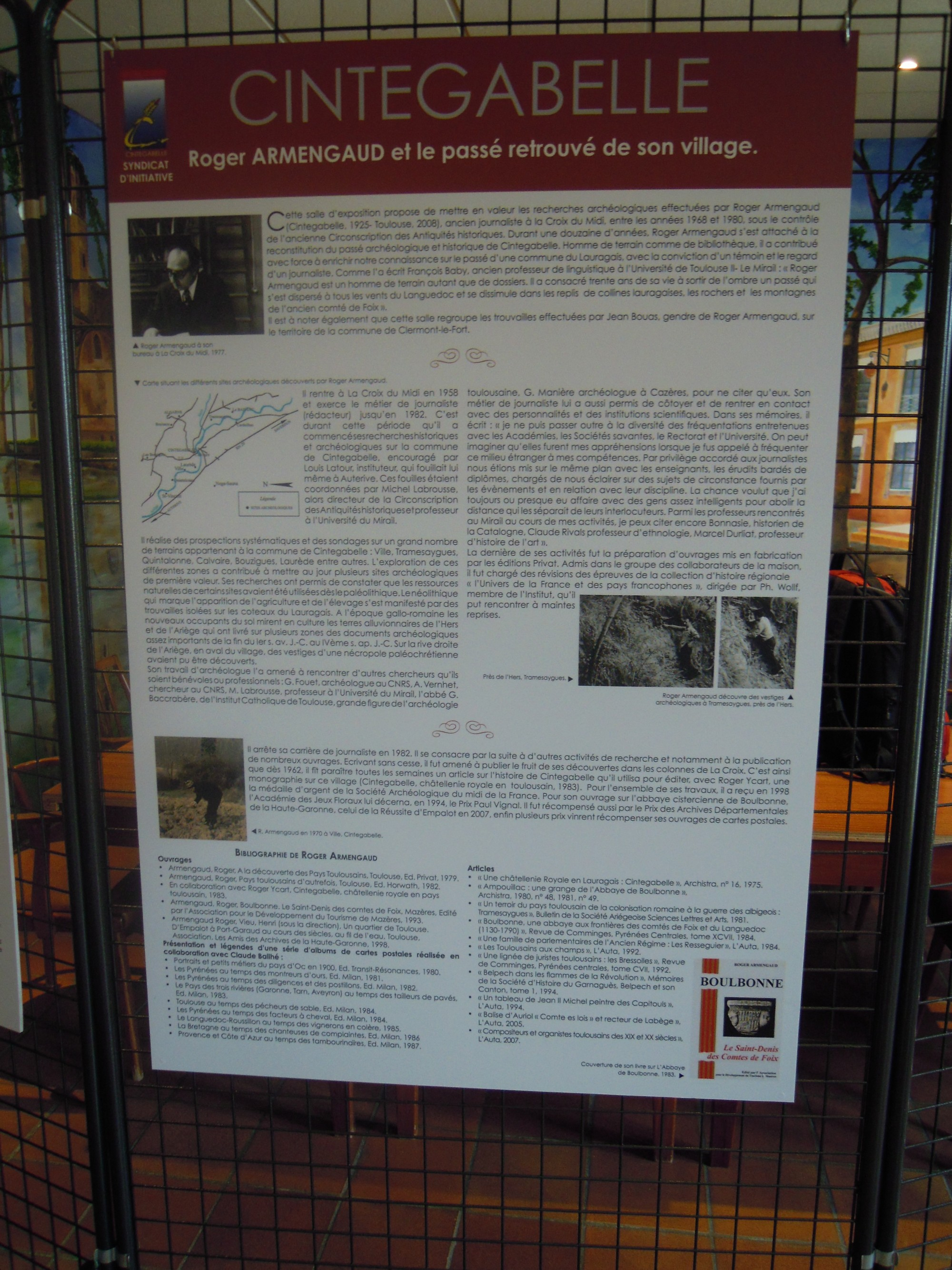
Poster consacré à Roger Armengaud
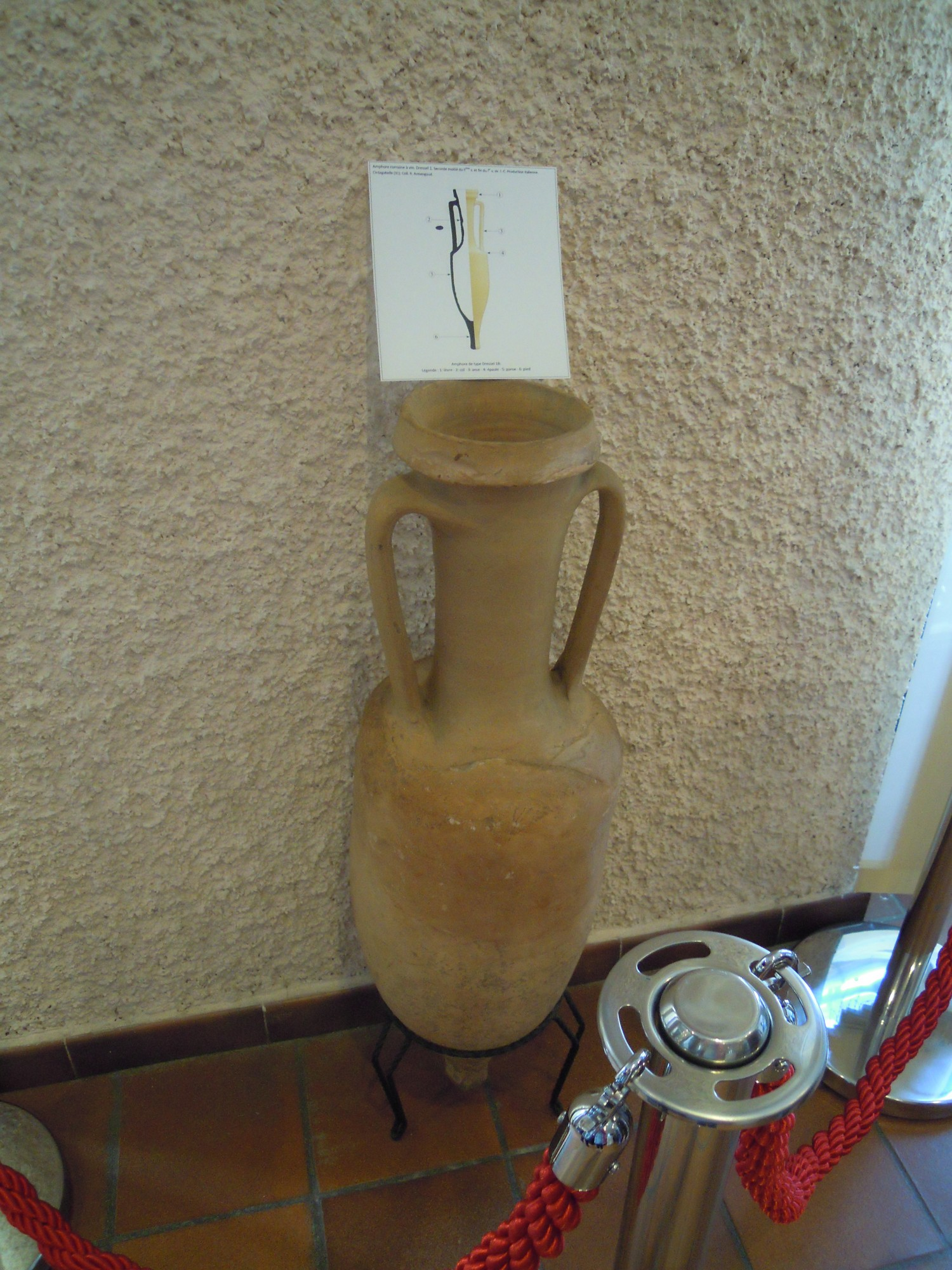
Amphore Dressel 1